# Mullutu
Mullutu – wieś w Estonii, w prowincji Saare, w gminie Kaarma. Pod koniec 2004 roku wieś zamieszkiwały 33 osoby. Na południe od wsi znajduje się utworzony w 2007 roku obszaru chroniony Mullutu-Loode hoiuala, w którego skład wchodzą m.in. dwa duże jeziora Mullutu laht i Suurlaht.